# Vandkunsten
Denna artikel handlar om torget och fontänen Vandkunsten. För arkitektfirman, se Tegnestuen Vandkunsten.

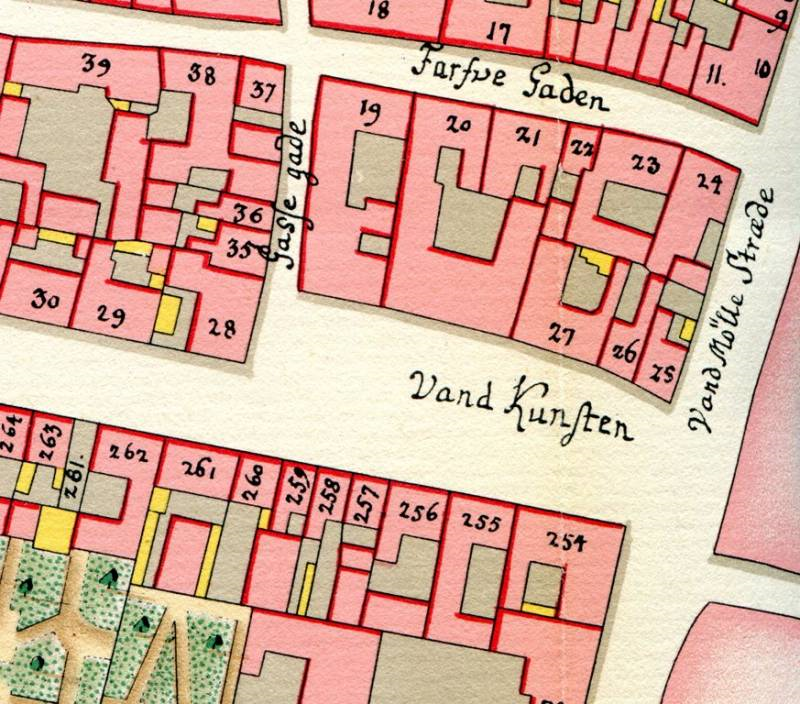
Vandkunsten på Christian Geddes karta från 1757

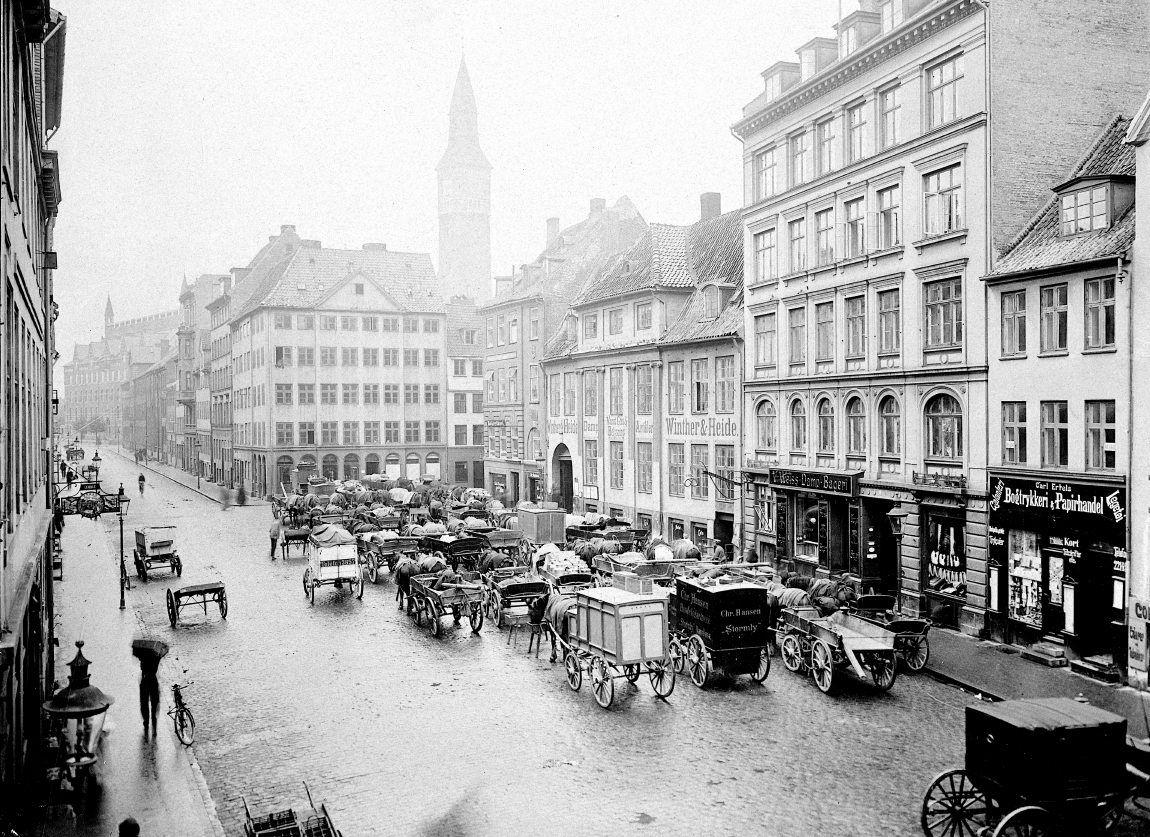
Vandkunsten, sett västerut mot Rådhusstræde, 1888

Vandkunsten är ett torg i Indre By i Köpenhamn i Danmark. Det har sitt namn efter ett pumpverk som uppfördes vid denna plats på 1500-talet av kung Kristian III. Torget ansluter till Løngangstræde, Gåsegade och Rådhusstræde.

## Historik
Från någon gång på 1300-talet låg en kvarndamm på platsen. En vattenkvarn försåg slottet på Slotsholmen med vatten genom ett system med ledningar av trä. År 1539 byggdes ett pumpverk för att vattenförsörjningen. Från 1500-talet fanns där befästningstornet Vandmølletårnet, som också användes för astronomiska observationer av Tycho Brahe under andra hälften av 1500-talet. Ett pumpverk uppfördes för att försörja slottet på Slotsholmen med vatten, eftersom de lokala brunnarna inte hade tjänligt vatten på grund av att de förorenades av lokala garverier och områdets offentliga avträden.
Rådhusstræde hette ursprungligen Vandmøllestræde efter det stora vattenhjulet vid änden av gatan. Då kvarngraven i Løngangsstræde fylldes igen, miste kvarnhjulet sitt vatten. Pumpverket på Vandkunsten stängdes på grund av att vattnet förorenades av lokala garverier och avträden, och i stället togs vattnet från Emdrup Sø. Under många år användes platsen som soptipp, men under kung Kristian V stenlades platsen och användes från 1684 som fisktorg. Torgbrunnen användes för att vattna hästar, och torget användes också som lossningsplats för fartyg. Från slutet av 1800-talet användes det för loppmarknader.
På Ordings Gård på hörnet Vandkunsten/Gåsegade, byggd som ett bryggeri 1802–1803, finns en minnesplakett över stormningen och en medaljong av kung Fredrik III uppsatta.

## Fontänen
Fontänen Springvandet (danska: Vandkunstbrønden) ritades av Johannes Magdahl Nielsen och invigdes 1910. Den består av en granitpelare som bär en kula, som är infattad i brons. Infattningen är utformad som en eldflamma. Vattnet i fontänen sprutar ut i fyra strålar från fiskhuvuden på granitpelaren. 
Fiskarna alluderar på torget som ett tidigare fisktorg, medan flamman och kulan påminner om svenskarnas stormning av Köpenhamn i februari 1659, då huvudangreppet mot staden skedde mellan Vandkunsten och nuvarande Stormgade från området där Tivoli nu ligger. Vid mitten av 1600-talet låg strandlinjen där, med en befästningsvall mot havet och en bastion.

## Bilder

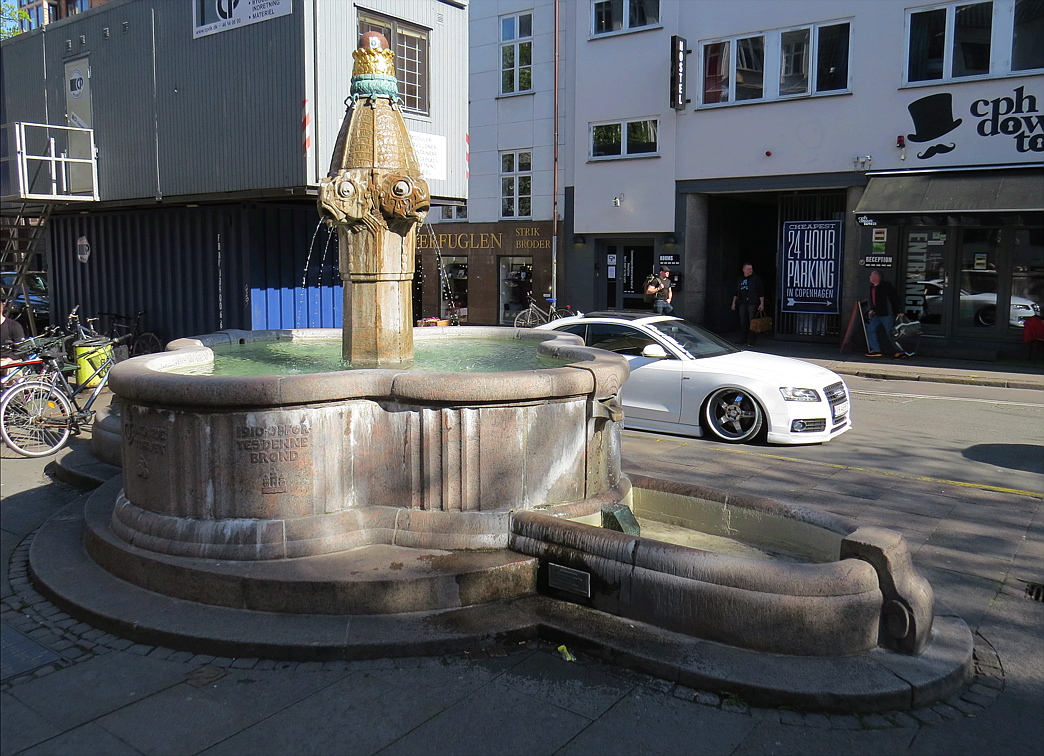
Fontänen Vandkunsten.
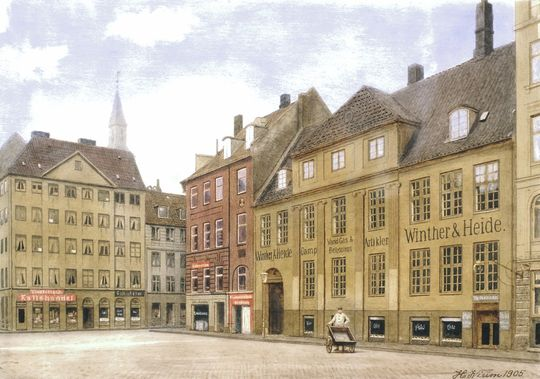
Akvarell av Harald Wium med Vandkunsten 10 och 8 mitt i bilden, 1905.
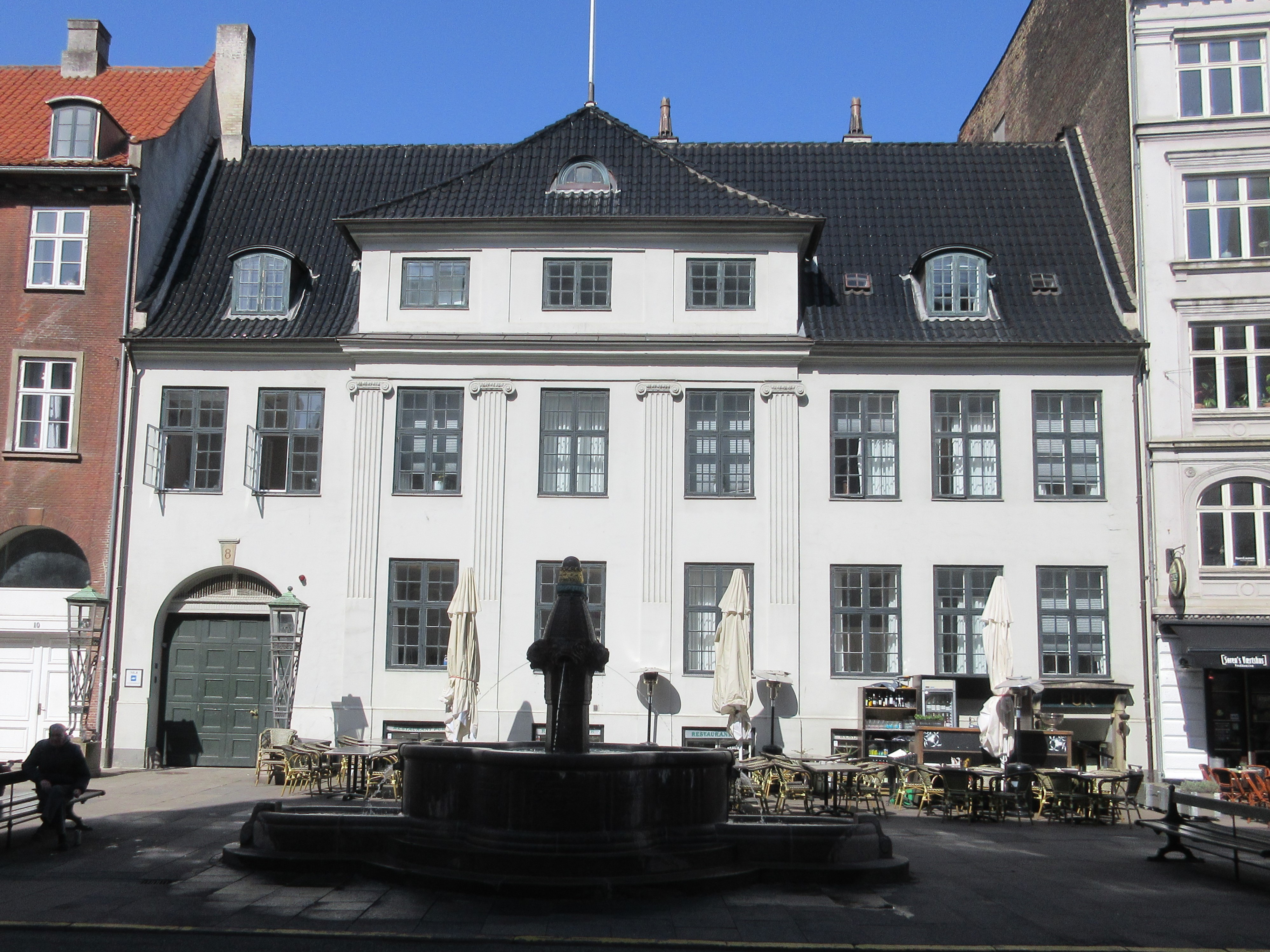
Vandkunsten 8 från 1750 med fontänen i förgrunden.
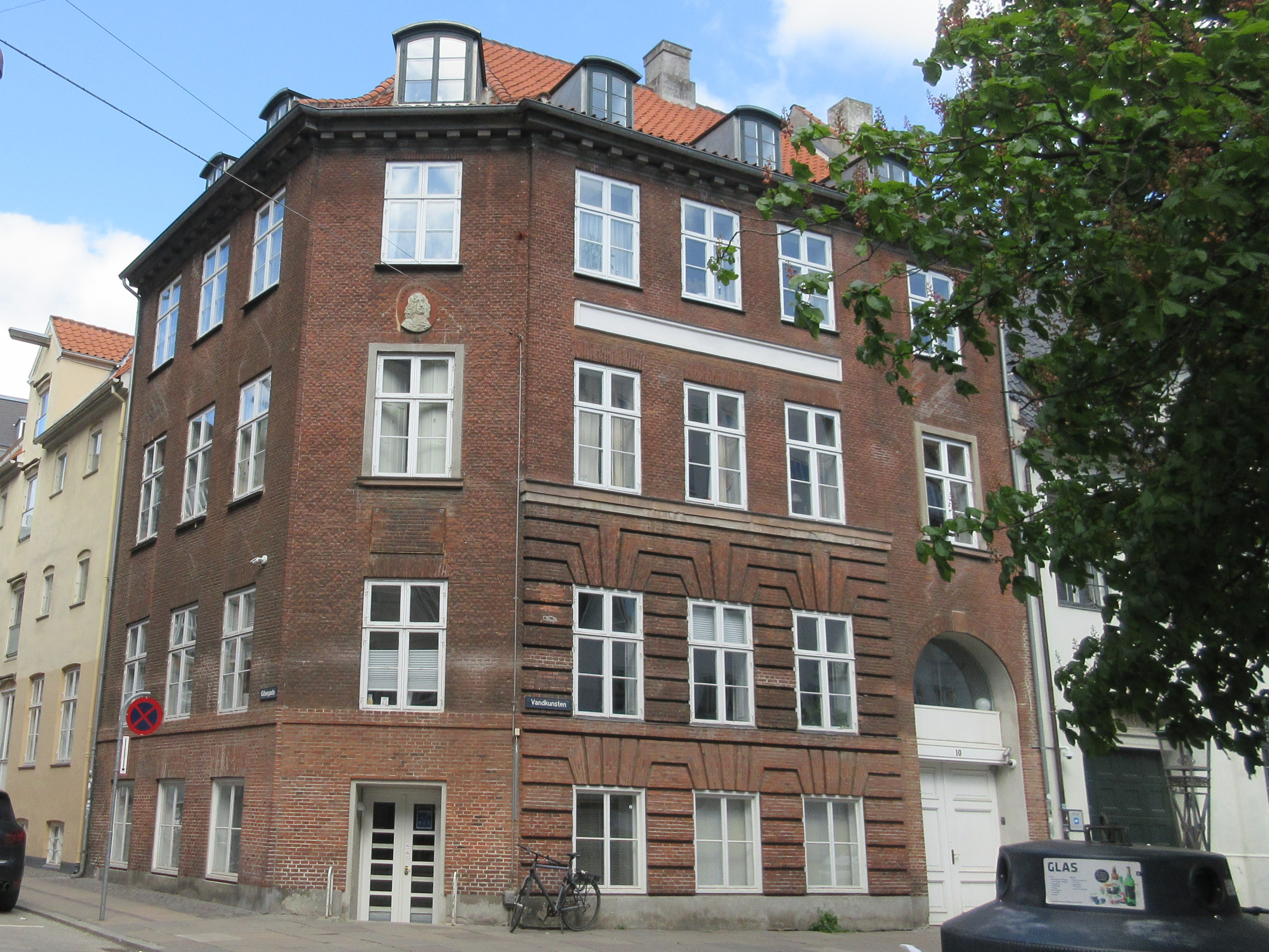
Ordings gård från 1802–1803 i hörnet Vattenkunsten/Gåsegade med minnesplakett, Vandkunsten 10.
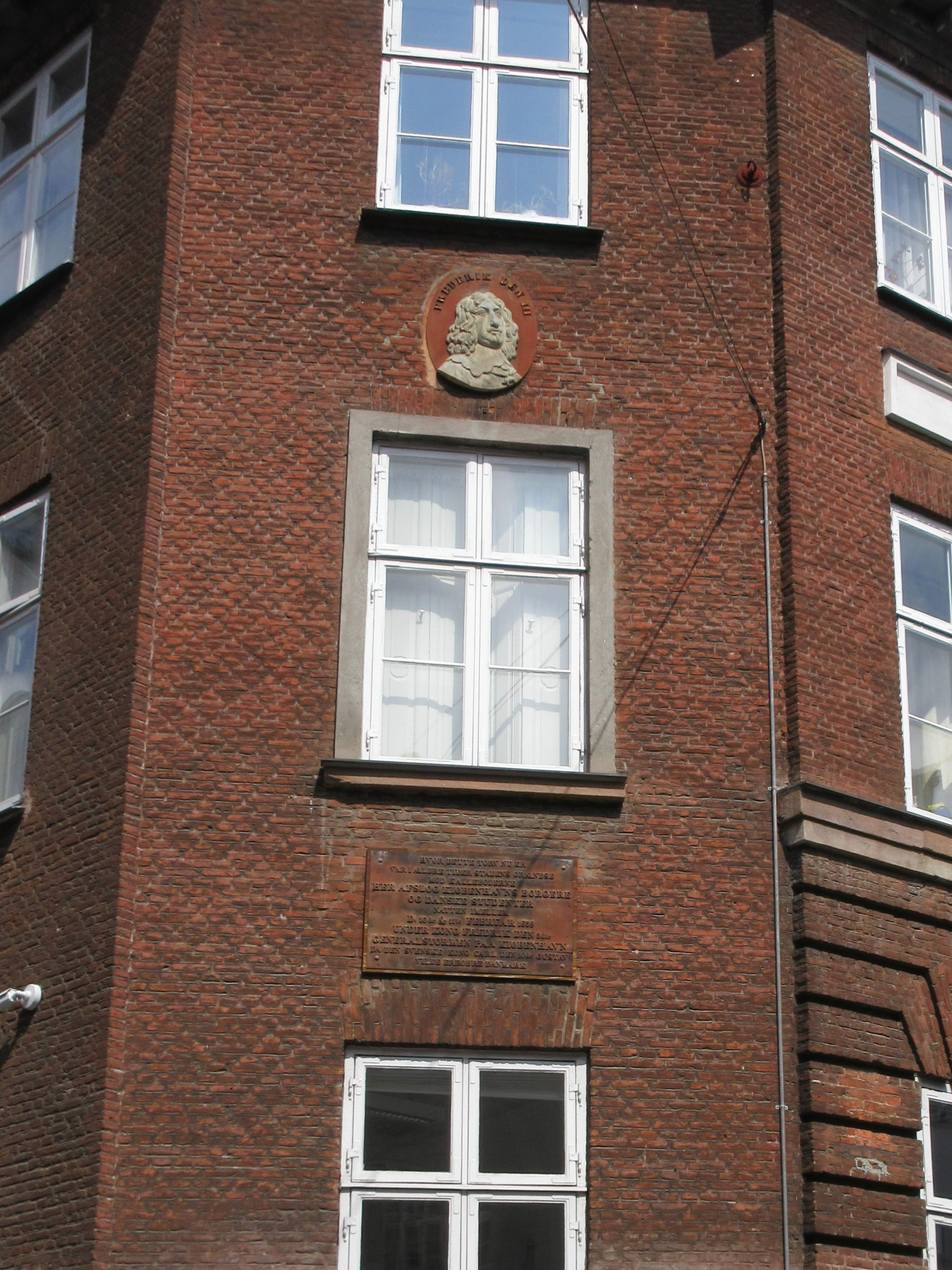
Medaljong och plakett på huset Vandkunsten 10.
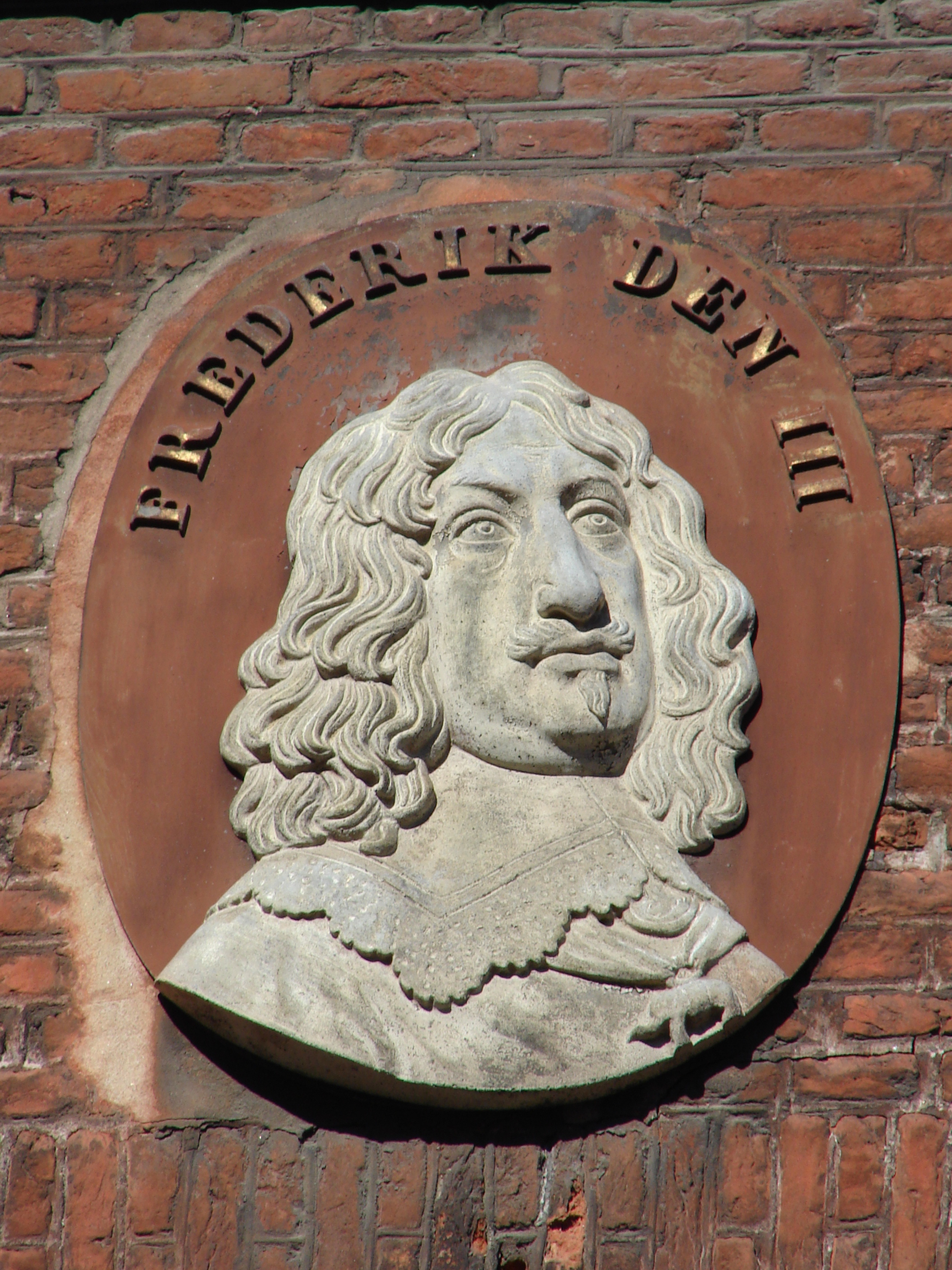
Medaljong av kung Fredrik III på huset Vandkunsten 10.